# گرومبات
گرومبات بر پایهٔ گزارش امیانوس مارسلینوس، تاریخنگار رومی، پادشاه خیونان بود. امیانوس اشاره‌هایی به نبرد او با شاپور دوم ساسانی نموده‌است. او را مردی خردمند و کشورگشا دانسته‌اند.

## ریشه نام
منشاء دقیق نام او به طور کامل مشخص نیست. هیون جین کیم نام او را به عنوان *Qurum-pat، "شاهزاده حاکم" ریشه یابی کرده است؛  این نام حاوی عنصر ایرانی پت به معنی "رئیس، حاکم" و قورم ترکی به معنی "حکومت، رهبری، اداره"    که به نام خان کروم بلغاری گواهی شده است.

## حملات به امپراتوری ساسانی
گرومبات، پادشاه کیداری، که توسط آمیانوس مارسلینوس ذکر شد باعث نگرانی ایرانیان شد. بین سال‌های ۳۵۳ تا ۳۵۸ میلادی، خیونی‌ها به فرماندهی گرومباتس به همراه سایر قبایل چادرنشین به مرزهای شرقی امپراتوری شاپور دوم حمله کردند. پس از کشمکشی طولانی، آنها مجبور به انعقاد صلح شدند و پادشاه آنها گرومبتس، شاپور دوم را در جنگ با رومیان همراهی کرد.

## اتحاد با شاپور دوم علیه رومیان

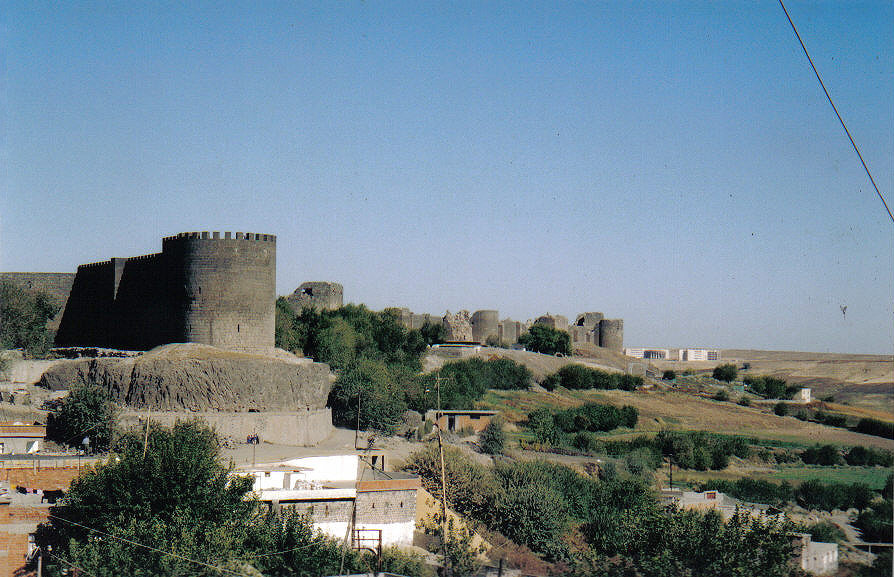
دیوارهای آمیدا که توسط کنستانتیوس دوم قبل از محاصره آمیدا در سال ۳۵۹ ساخته شد و گرومبات در آن شرکت داشت. آمیانوس خود تا یک روز قبل از سقوط در شهر حضور داشت.

بنابراین گرومبتس در محاصره آمیدا در سال ۳۵۹ میلادی به عنوان متحد شاپور دوم شرکت کرد. مشارکت او در لشکرکشی ساسانیان به سرزمین های خزر شرقی توسط آمیانوس مارسلینوس که در آن زمان در داخل قلعه آمیدا بود، شرح داده شده است:
"ما در زیر خود دیدیم که سراسر سرزمین پر از سربازان بی شماری بود که شاه (شاپور دوم) پیاشپیش آنها و در لباسی باشکوه می درخشید. نزدیک او در سمت چپ، گرومباتس، پادشاه چیونیتاها، مردی با قدرت متوسط، و با اندام های چروکیده، اما با عظمت خاص و با شکوهی پیروزی های بسیار متمایز است.»
- آمیانوس مارسیلینوس، 18.6.22.
پسر گرومبتس هنگام بازرسی دفاعیات آمیدا با تیری که از پادگان شهر شلیک شد مورد اصابت گلوله قرار گرفت و کشته شد. آمیانوس توضیح داد که چگونه گرومبات که از مرگ پسرش خشمگین شده بودند، از رومیان انتقام خواستند: او مرگ را با مرگ پاتروکلوس در تروا مقایسه می کند. ساسانیان حمله را با برج های محاصره آغاز کردند و با عجله سعی در تصرف شهر داشتند، اما تا حد زیادی ناموفق بودند. شاپور دوم که قادر به کسب یک پیروزی سریع نبود، مجبور شد برای راضی کردن متحدش گرومبات، آمیدا را تصرف کند.
و به این ترتیب، در اولین سپیده دم روز، گرومبات، پادشاه چیونیتا، که مایل بود به ارباب خود خدمتی شجاعانه بکند، با جسارت همراه با گروهی از خادمین فعال تا دیوارها پیشروی کرد. اما یک دیده بان ماهر به محض اینکه فرصت کرد به سلاحش برسد او را دید و با شلیک یک پرتابه،  سینه پسر گرومبات را به زمین دوخت، این جوان که به مردانگی رسیده بود و در کنار پدرش سوار بود. و در میان یارانش به خاطر قد و قامت و خوش تیپش برجسته بود.
- آمیانوس مارسیلینوس، 19.1